# Tapio Räisänen
Tapio Räisänen (ur. 10 maja 1949 w Taivalkoski) – fiński skoczek narciarski, mistrz świata z 1978.

## Kariera
18 lutego 1978 zdobył złoty medal na dużej skoczni podczas mistrzostw świata w narciarstwie klasycznym w Lahti. W czasie tych mistrzostw zajął również szóste miejsce podczas zawodów na normalnej skoczni. W zawodach z cyklu Pucharu Świata nie stawał na podium. Jego największym osiągnięciem w zawodach rozgrywanych w ramach Turnieju Czterech Skoczni jest zajęcie dziewiątego miejsca podczas konkursu na normalnej skoczni w Bischofshofen (6 stycznia 1979).

## Mistrzostwa świata
- Indywidualnie
  - 1978  Lahti – 6. miejsce (skocznia normalna), złoty medal (skocznia duża)
- Drużynowo
  - 1978  Lahti – srebrny medal

## Mistrzostwa świata w lotach narciarskich
- Indywidualnie
  - 1977  Vikersund – 7. miejsce

## Puchar Świata

### Miejsca w poszczególnych konkursach indywidualnychPucharu Świata
| Źródło                                                                                       | Źródło     | Źródło                 | Źródło    | Źródło        | Źródło  | Źródło  | Źródło      | Źródło      | Źródło   | Źródło   | Źródło       | Źródło       | Źródło       | Źródło | Źródło    | Źródło    | Źródło | Źródło | Źródło | Źródło | Źródło  | Źródło  | Źródło        | Źródło        | Źródło | Źródło | Źródło | Źródło | Źródło | Źródło | Źródło | Źródło | Źródło | Źródło | Źródło | Źródło | Źródło | Źródło | Źródło | Źródło | Źródło | Źródło | Źródło | Źródło | Źródło | Źródło | Źródło | Źródło | Źródło |
| -------------------------------------------------------------------------------------------- | ---------- | ---------------------- | --------- | ------------- | ------- | ------- | ----------- | ----------- | -------- | -------- | ------------ | ------------ | ------------ | ------ | --------- | --------- | ------ | ------ | ------ | ------ | ------- | ------- | ------------- | ------------- | ------ | ------ | ------ | ------ | ------ | ------ | ------ | ------ | ------ | ------ | ------ | ------ | ------ | ------ | ------ | ------ | ------ | ------ | ------ | ------ | ------ | ------ | ------ | ------ | ------ |
| Sezon 1979/1980                                                                              |            |                        |           |               |         |         |             |             |          |          |              |              |              |        |           |           |        |        |        |        |         |         |               |               |        |        |        |        |        |        |        |        |        |        |        |        |        |        |        |        |        |        |        |        |        |        |        |        |        |
| Cortina d’Ampezzo                                                                            | Oberstdorf | Garmisch-Partenkirchen | Innsbruck | Bischofshofen | Sapporo | Sapporo | Thunder Bay | Thunder Bay | Zakopane | Zakopane | Saint-Nizier | Saint-Nizier | Sankt Moritz | Gstaad | Vikersund | Engelberg | Lahti  | Lahti  | Falun  | Oslo   | Planica | Planica | Štrbské Pleso | Štrbské Pleso | punkty |        |        |        |        |        |        |        |        |        |        |        |        |        |        |        |        |        |        |        |        |        |        |        |        |
| -                                                                                            | -          | -                      | -         | -             | -       | -       | -           | -           | -        | -        | -            | -            | -            | -      | -         | -         | 40     | 26     | -      | -      | -       | -       | -             | -             | 0      |        |        |        |        |        |        |        |        |        |        |        |        |        |        |        |        |        |        |        |        |        |        |        |        |
| Legenda                                                                                      |            |                        |           |               |         |         |             |             |          |          |              |              |              |        |           |           |        |        |        |        |         |         |               |               |        |        |        |        |        |        |        |        |        |        |        |        |        |        |        |        |        |        |        |        |        |        |        |        |        |
| 1 2 3 4-10 11-15 poniżej 15 q – zawodnik nie zakwalifikował się - – zawodnik nie wystartował |            |                        |           |               |         |         |             |             |          |          |              |              |              |        |           |           |        |        |        |        |         |         |               |               |        |        |        |        |        |        |        |        |        |        |        |        |        |        |        |        |        |        |        |        |        |        |        |        |        |

### Turniej Czterech Skoczni

#### Miejsca w klasyfikacji generalnej
| Sezon     | Miejsce |
| --------- | ------- |
| 1975/1976 | 37.     |
| 1976/1977 | 42.     |
| 1978/1979 | 34.     |